# Верхом на ведре
Верхом на ведре (нем. Der Kübelreiter) — рассказ Франца Кафки, написанный в 1917 году. Впервые опубликован в Prager Presse в 1921 году. Посмертно вошёл в сборник «Как строилась Китайская стена» (нем. Beim Bau der Chinesischen Mauer, Берлин, 1931).

## Сюжет
Рассказ ведётся от лица человека, насмерть замерзающего в своём доме. Ему нужен уголь, чтобы обогреть жилище, но у него нет денег, и он надеется, что угольщик, который для него «всё равно, что солнце на небе», одолжит ему немного взаймы.

Позади — не знающая жалости печь, впереди — такое же безжалостное небо; надо ловко прошмыгнуть между ними, чтобы просить помощи у торговца углём.
Рассказчик надеется, что, если он придумает что-то особенное, ему не смогут отказать. Поэтому он садится верхом на пустое угольное ведро и по промерзшему переулку скачет на нём к торговцу. Держась вместо узды за ушко ведра и спотыкаясь на поворотах, порой взлетая до второго этажа «и, уж во всяком случае, не спускаясь до входных дверей», он прибывает к подвалу угольщика, паря перед ним «особенно высоко». Он кричит, взывая к угольщику и прося об одолжении. Торговец углём прислушивается к крикам и как будто готов помочь. Однако жена трижды останавливает его и, в конце концов, выходит на улицу сама. Она сразу замечает всадника на ведре, но его слова о том, что он заплатит попозже, «звучат точно благовест, гармонично вторя вечернему звону, который как раз зазвучал с соседней колокольни». Жена угольщика притворяется, что не видит и не слышит просителя, но развязывает фартук и замахивается им, прогоняя рассказчика прочь. У ведра, на котором прискакал рассказчик, «все качества доброго скакуна, но нет ни малейшей устойчивости, уж очень оно легковесно; от взмаха фартуком у него подкашиваются ноги».

— Ах ты злюка! — кричу я на лету, меж тем как она, поворачиваясь к лавке, с презрительным злорадством машет рукой. — Да, злюка! Я просил совочек третьесортного угля, а ты мне отказала.
С этими словами я взмываю ввысь и безвозвратно теряюсь среди вечных льдов.

## Контекст
Рассказ написан в жанре сюрреализма. Как его форма, так и содержание пронизаны состоянием «подвешенности». Описания реальности чередуются с элементами вымысла, позволяя таким образом предположить, что мы имеем дело с горячечным бредом человека, умирающего от холода, или, возможно, с простым сновидением. Рассказчик оказывается между печью, символом ада, которая, однако, «дышит холодом», и небесами, символом рая, которые здесь выступают, как «щит против тех, кто молит о помощи». По дороге к угольщику рассказчик буквально парит в воздухе, но, прибывая к пункту назначения, подвалу торговца, должен спуститься, унизиться. Жена угольщика, прогоняя просителя, четырежды произносит слово «ничего» («Ничего, ровно ничего, — отвечает с улицы жена. — Ничего мне не видно, ничего не слышно»), словно намеренно подчёркивая нереальность происходящего и ничтожность наездника на ведре.
Также можно заметить параллель между финалами рассказов «Верхом на ведре» и «Сельский врач»: 

Голый, выставленный на мороз нашего злосчастного века, с земной коляской и неземными лошадьми, мыкаюсь я, старый человек, по свету.— Франц Кафка. «Сельский врач».

## Интерпретации
На первый взгляд, рассказ представляет собой аллюзию на чрезвычайно суровую зиму 1917-го — года написания рассказа. Порою его рассматривают, как аллюзию на литературное творчество: описания восходящих и нисходящих движений верховой езды на пустом ведре могут представлять собой процесс заполнения и перелистывания страниц. Одна из интерпретаций предполагает, что в рассказе речь идёт о поиске согревающего художественного вдохновения. Исходя из неё, Кафка искал вдохновение в глубинах («подвалах») обычных людей.
Женщина, жена угольщика, в рассказе изображена как крайне отрицательный персонаж. Существует предположение, что это отсылка к непониманию Фелицией Бауэр, тогдашней невестой Кафки, его творчества.
«Верхом на ведре» можно рассматривать как пример существования писателя, к которому стремился Кафка, чуждого существованию степенной, самодовольной, но жизнеспособной пары торговцев углём, которое символизировало личность и коммерческую деятельность его отца.